# Казоле-Бруцио
Ка́золе-Бру́цио (итал. Casole Bruzio) — коммуна в Италии, располагается в регионе Калабрия, подчиняется административному центру Козенца.
Население составляет 2387 человек, плотность населения составляет 796 чел./км². Занимает площадь 3 км². Почтовый индекс — 87050. Телефонный код — 0984.
Покровительницей коммуны почитается святая Марина Вифинская, празднование 17 июля.